# Chelonus saipanensis
Chelonus saipanensis är en stekelart som beskrevs av Watanabe 1945. Chelonus saipanensis ingår i släktet Chelonus och familjen bracksteklar. Inga underarter finns listade i Catalogue of Life.